# Casaleggio Boiro
Casaleggio Boiro är en ort och kommun i provinsen Alessandria i regionen Piemonte i Italien. Kommunen hade 382 invånare (2018).